# Konsulat RP w Kłajpedzie
Konsulat RP w Kłajpedzie (lit. Lenkijos Respublikos Generalinis Konsulatas Klaipėdoje) – oficjalne przedstawicielstwo Polski w regionie, obecnie należącym do Litwy.

## Historia
Jego historia w okresie międzywojennym można uznać za szczególną, która jest wypadkową przynależności państwowej – obszar był zarządzany przez władze międzynarodowe – Ligę Narodów (1919–1923), a w jej imieniu francuskie, przez władze litewskie (1923–1939) a następnie niemieckie (od 22 marca 1939). 
Polska utrzymywała dwukrotnie swoje urzędy w Kłajpedzie, po raz pierwszy w okresie zarządzania tym terytorium przez Ligę Narodów, pod formalną nazwą Delegacji przy Komisji Międzysojuszniczej (1920–1923), z siedzibą przy Alexanderstraße 1 (1921), obecnie Liepų gatvė, potem w budynku szkolnym (Ferdinandplatzschule) przy Wiesenstraße 16 (1923), obecnie Pievų g.. W jego skład wchodził też wydział konsularny. Po raz drugi możliwość utworzenia polskiego konsulatu pojawiła się po aneksji obszaru przez III Rzeszę (od 15 lutego 1939), który mieścił się w hotelu Victoria przy Palangos g./Polangenstraße 5, obecnie S. Šimkaus g. 2.  
Od 2004 jego tradycje podtrzymywał w Kłajpedzie Konsulat Honorowy RP, z siedzibą przy Kalvos gatve 4, kierowany przez konsula honorowego Tadeusza Macioła. W 2014 podniesiono jego rangę do Konsulatu Generalnego RP. 30 czerwca 2016 placówka została zlikwidowana. 

## Kierownicy placówki
- 1921–1923 – dr Marceli Szarota, delegat rządu RP (1876–1951)
  - 1921–1922 – Kazimierz Mahler, wicekonsul/kier. wydz. konsularnego
  - 1922–1923 – Wojciech Wołowski, sekretarz konsularny/wicekonsul/kier. wydz. konsularnego
- 1939 – dr Józef Weyers, konsul (1896–1987)[5]